# Miniopterus tristis
Miniopterus tristis är en fladdermusart som först beskrevs av Waterhouse 1845.  Miniopterus tristis ingår i släktet Miniopterus och familjen läderlappar. IUCN kategoriserar arten globalt som livskraftig. Inga underarter finns listade i Catalogue of Life. Wilson & Reeder (2005) skiljer mellan 5 underarter.
Denna fladdermus når en absolut kroppslängd av 115 till 134 mm, inklusive en 50 till 61 mm lång svans samt en vikt av 16 till 22 g. Den har 10 till 12 mm långa bakfötter och 15 till 17 mm stora öron. Kroppen är täckt av mörkbrun päls. De längsta håren förekommer på axlarna och på huvudet (förut nosen som nästan är naken). Den broskiga fliken i örat (tragus) är bred. Andra släktmedlemmar i Filippinerna är mindre eller har en päls med röd eller orange skugga.
Arten förekommer på flera öar i Sydostasien, i den australiska regionen och i Oceanien. Utbredningsområdet sträcker sig från Filippinerna över Bismarckarkipelagen till Vanuatu. Miniopterus tristis lever i låglandet och i bergstrakter upp till 1600 meter över havet. Habitatet varierar mellan skogar och jordbruksmark.
Individerna vilar i grottor och de jagar insekter över trädens kronor eller tätt över marken. Vid sovplatsen bildas ibland större kolonier.